# Iranische Futsalnationalmannschaft
Die iranische Futsalnationalmannschaft ist eine repräsentative Auswahl iranischer Futsalspieler. Die Mannschaft vertritt den iranischen Fußballverband bei internationalen Begegnungen. Das Team ist in Asien die dominierende Mannschaft und gewann 11 von 14 ausgetragenen Asienmeisterschaften. Ihr größter Erfolg ist das Erreichen des dritten Platzes bei der Weltmeisterschaft 2016 in Kolumbien.

## Abschneiden bei Turnieren
Der Iran gewann 11 von 14 Austragungen der Asienmeisterschaft. 2006 unterlag man im Halbfinale dem ewigen Rivalen Japan deutlich mit 1:5 und belegte am Ende Rang 3. 2012 verlor man das Halbfinale gegen Thailand und wurde erneut Dritter.
Für Weltmeisterschaftsendrunden unter der Schirmherrschaft der FIFA qualifizierte sich die Nationalmannschaft siebenmal. Bei der erstmaligen Teilnahme 1992 kam man auf Anhieb unter die letzten Vier und unterlag im kleinen Finale der spanischen Auswahl mit 6:9. Bei den folgenden drei Austragungen scheiterte man jeweils bereits in der Vorrunde. 2008 erreichte man erstmals seit 1992 wieder die Zwischenrunde und scheiterte dort wegen der geringfügig schlechteren Tordifferenz an den punktgleichen Italienern. 2012 erreichte die Auswahl das Achtelfinale. Die erste Medaille gewann der Iran bei der Weltmeisterschaft 2016 in Kolumbien. Dort schieden sie zwar im Halbfinale gegen den späteren Zweitplatzierten Russland aus, konnten das Spiel um Platz 3 aber im Sechsmeterschießen gegen die favorisierten Portugiesen für sich entscheiden.
2007 und 2009 belegte die iranische Mannschaft bei dem vom brasilianischen Verband jährlich ausgerichteten Grand Prix de Futsal den zweiten Rang.

### Futsal-Weltmeisterschaft
| Futsal-Weltmeisterschaft | Futsal-Weltmeisterschaft | Futsal-Weltmeisterschaft | Futsal-Weltmeisterschaft | Futsal-Weltmeisterschaft | Futsal-Weltmeisterschaft | Futsal-Weltmeisterschaft | Futsal-Weltmeisterschaft | Futsal-Weltmeisterschaft |
| Jahr                     | Runde                    | Gespielt                 | Gewonnen                 | Unentschieden            | Verloren                 | Tore                     | Gegentore                | Tordifferenz             |
| ------------------------ | ------------------------ | ------------------------ | ------------------------ | ------------------------ | ------------------------ | ------------------------ | ------------------------ | ------------------------ |
| 1989                     | nicht teilgenommen       | –                        | –                        | –                        | –                        | –                        | –                        | –                        |
| 1992                     | 4. Platz                 | 8                        | 5                        | 0                        | 3                        | 36                       | 30                       | +6                       |
| 1996                     | Vorrunde                 | 3                        | 1                        | 0                        | 2                        | 12                       | 13                       | −1                       |
| 2000                     | Vorrunde                 | 3                        | 1                        | 0                        | 2                        | 6                        | 9                        | −3                       |
| 2004                     | Vorrunde                 | 3                        | 1                        | 0                        | 2                        | 9                        | 13                       | −4                       |
| 2008                     | Zwischenrunde            | 7                        | 4                        | 2                        | 1                        | 24                       | 19                       | +5                       |
| 2012                     | Achtelfinale             | 4                        | 2                        | 1                        | 1                        | 9                        | 8                        | +1                       |
| 2016                     | 3. Platz                 | 7                        | 2                        | 3                        | 2                        | 22                       | 24                       | −2                       |
| 2021                     | Viertelfinale            | 5                        | 3                        | 0                        | 2                        | 19                       | 17                       | +2                       |
| 2024                     | Achtelfinale             | 4                        | 3                        | 0                        | 1                        | 23                       | 10                       | +13                      |
| Insgesamt                | 9/10                     | 44                       | 22                       | 6                        | 16                       | 160                      | 144                      | +16                      |

### Futsal-Asienmeisterschaft
| Futsal-Asienmeisterschaft | Futsal-Asienmeisterschaft | Futsal-Asienmeisterschaft | Futsal-Asienmeisterschaft | Futsal-Asienmeisterschaft | Futsal-Asienmeisterschaft | Futsal-Asienmeisterschaft | Futsal-Asienmeisterschaft | Futsal-Asienmeisterschaft | Futsal-Asienmeisterschaft |
| Jahr                      | Runde                     | Gespielt                  | Gewonnen                  | Unentschieden             | Verloren                  | Tore                      | Gegentore                 | Tordifferenz              |                           |
| ------------------------- | ------------------------- | ------------------------- | ------------------------- | ------------------------- | ------------------------- | ------------------------- | ------------------------- | ------------------------- | ------------------------- |
| 1999                      | Sieger                    | 6                         | 6                         | 0                         | 0                         | 90                        | 7                         | +83                       |                           |
| 2000                      | Sieger                    | 6                         | 6                         | 0                         | 0                         | 56                        | 10                        | +46                       |                           |
| 2001                      | Sieger                    | 7                         | 7                         | 0                         | 0                         | 97                        | 13                        | +84                       |                           |
| 2002                      | Sieger                    | 6                         | 6                         | 0                         | 0                         | 61                        | 7                         | +54                       |                           |
| 2003                      | Sieger                    | 6                         | 6                         | 0                         | 0                         | 60                        | 13                        | +47                       |                           |
| 2004                      | Sieger                    | 7                         | 7                         | 0                         | 0                         | 81                        | 12                        | +69                       |                           |
| 2005                      | Sieger                    | 8                         | 6                         | 1                         | 1                         | 58                        | 15                        | +43                       |                           |
| 2006                      | 3. Platz                  | 5                         | 4                         | 0                         | 1                         | 46                        | 12                        | +34                       |                           |
| 2007                      | Sieger                    | 6                         | 6                         | 0                         | 0                         | 50                        | 9                         | +41                       |                           |
| 2008                      | Sieger                    | 6                         | 6                         | 0                         | 0                         | 48                        | 2                         | +46                       |                           |
| 2010                      | Sieger                    | 6                         | 6                         | 0                         | 0                         | 57                        | 9                         | +48                       |                           |
| 2012                      | 3. Platz                  | 6                         | 5                         | 0                         | 1                         | 45                        | 9                         | +36                       |                           |
| 2014                      | 2. Platz                  | 6                         | 5                         | 1                         | 0                         | 52                        | 8                         | +44                       |                           |
| 2016                      | Sieger                    | 6                         | 6                         | 0                         | 0                         | 48                        | 4                         | +44                       |                           |
| 2018                      | Sieger                    | 6                         | 6                         | 0                         | 0                         | 50                        | 6                         | +44                       |                           |
| 2022                      | 2. Platz                  | 6                         | 5                         | 0                         | 1                         | 39                        | 5                         | +34                       |                           |
| 2024                      | Sieger                    | 6                         | 5                         | 1                         | 0                         | 25                        | 9                         | +16                       |                           |
| Insgesamt                 | 17/17                     | 105                       | 98                        | 3                         | 4                         | 963                       | 150                       | +813                      |                           |

### Asian Indoor & Martial Arts Games
| Asian Indoor & Martial Arts Games | Asian Indoor & Martial Arts Games | Asian Indoor & Martial Arts Games | Asian Indoor & Martial Arts Games | Asian Indoor & Martial Arts Games | Asian Indoor & Martial Arts Games | Asian Indoor & Martial Arts Games | Asian Indoor & Martial Arts Games | Asian Indoor & Martial Arts Games |
| Jahr                              | Runde                             | Gespielt                          | Gewonnen                          | Unentschieden                     | Verloren                          | Tore                              | Gegentore                         | Tordifferenz                      |
| --------------------------------- | --------------------------------- | --------------------------------- | --------------------------------- | --------------------------------- | --------------------------------- | --------------------------------- | --------------------------------- | --------------------------------- |
| 2005                              | Sieger                            | 5                                 | 5                                 | 0                                 | 0                                 | 41                                | 3                                 | +38                               |
| 2007                              | Sieger                            | 7                                 | 7                                 | 0                                 | 0                                 | 73                                | 12                                | +61                               |
| 2009                              | Sieger                            | 5                                 | 4                                 | 1                                 | 0                                 | 64                                | 7                                 | +57                               |
| 2013                              | Sieger                            | 5                                 | 5                                 | 0                                 | 0                                 | 43                                | 9                                 | +34                               |
| 2017                              | Sieger                            | 6                                 | 6                                 | 0                                 | 0                                 | 58                                | 11                                | +47                               |
| Insgesamt                         | 5/5                               | 28                                | 27                                | 1                                 | 0                                 | 279                               | 42                                | +237                              |

### Grand Prix de Futsal
| Grand Prix de Futsal | Grand Prix de Futsal | Grand Prix de Futsal | Grand Prix de Futsal | Grand Prix de Futsal | Grand Prix de Futsal | Grand Prix de Futsal | Grand Prix de Futsal | Grand Prix de Futsal |
| Jahr                 | Runde                | Gespielt             | Gewonnen             | Unentschieden        | Verloren             | Tore                 | Gegentore            | Tordifferenz         |
| -------------------- | -------------------- | -------------------- | -------------------- | -------------------- | -------------------- | -------------------- | -------------------- | -------------------- |
| 2005                 | nicht teilgenommen   | –                    | –                    | –                    | –                    | –                    | –                    | –                    |
| 2006                 | nicht teilgenommen   | –                    | –                    | –                    | –                    | –                    | –                    | –                    |
| 2007                 | 2. Platz             | 6                    | 4                    | 0                    | 2                    | 19                   | 17                   | +2                   |
| 2008                 | nicht teilgenommen   | –                    | –                    | –                    | –                    | –                    | –                    | –                    |
| 2009                 | 2. Platz             | 6                    | 4                    | 1                    | 1                    | 26                   | 22                   | +4                   |
| 2010                 | 4. Platz             | 6                    | 3                    | 1                    | 2                    | 24                   | 15                   | +9                   |
| 2011                 | 4. Platz             | 6                    | 4                    | 0                    | 2                    | 22                   | 13                   | +9                   |
| 2013                 | 3. Platz             | 5                    | 2                    | 1                    | 2                    | 15                   | 16                   | −1                   |
| 2014                 | 3. Platz             | 4                    | 3                    | 0                    | 1                    | 25                   | 11                   | +14                  |
| 2015                 | 2. Platz             | 5                    | 4                    | 0                    | 1                    | 23                   | 8                    | +15                  |
| 2018                 | ausstehend           | –                    | –                    | –                    | –                    | –                    | –                    | –                    |
| Total                | 7/11                 | 38                   | 24                   | 3                    | 11                   | 154                  | 102                  | +52                  |

### Futsal Confederations Cup
| Futsal Confederations Cup | Futsal Confederations Cup | Futsal Confederations Cup | Futsal Confederations Cup | Futsal Confederations Cup | Futsal Confederations Cup | Futsal Confederations Cup | Futsal Confederations Cup | Futsal Confederations Cup |
| Jahr                      | Runde                     | Gespielt                  | Gewonnen                  | Unentschieden             | Verloren                  | Tore                      | Gegentore                 | Tordifferenz              |
| ------------------------- | ------------------------- | ------------------------- | ------------------------- | ------------------------- | ------------------------- | ------------------------- | ------------------------- | ------------------------- |
| 2009                      | Sieger                    | 4                         | 4                         | 0                         | 0                         | 15                        | 4                         | +11                       |
| 2013                      | nicht teilgenommen        | –                         | –                         | –                         | –                         | –                         | –                         | –                         |
| 2014                      | nicht qualifiziert        | –                         | –                         | –                         | –                         | –                         | –                         | –                         |
| Total                     | 1/3                       | 4                         | 4                         | 0                         | 0                         | 15                        | 4                         | +11                       |

### Futsal-Westasienmeisterschaft
- 2007 – Westasienmeister
- 2012 – Westasienmeister

| Futsal-Westasienmeisterschaft | Futsal-Westasienmeisterschaft | Futsal-Westasienmeisterschaft | Futsal-Westasienmeisterschaft | Futsal-Westasienmeisterschaft | Futsal-Westasienmeisterschaft | Futsal-Westasienmeisterschaft | Futsal-Westasienmeisterschaft | Futsal-Westasienmeisterschaft |
| Jahr                          | Runde                         | Gespielt                      | Gewonnen                      | Unentschieden                 | Verloren                      | Tore                          | Gegentore                     | Tordifferenz                  |
| ----------------------------- | ----------------------------- | ----------------------------- | ----------------------------- | ----------------------------- | ----------------------------- | ----------------------------- | ----------------------------- | ----------------------------- |
| 2007                          | Sieger*                       | 3                             | 3                             | 0                             | 0                             | 21                            | 4                             | +17                           |
| 2009                          | nicht teilgenommen            | –                             | –                             | –                             | –                             | –                             | –                             | –                             |
| 2012                          | Sieger                        | 4                             | 4                             | 0                             | 0                             | 40                            | 6                             | +34                           |
| Insgesamt                     | 2/3                           | 7                             | 7                             | 0                             | 0                             | 61                            | 10                            | +51                           |

* Der Iran spielte mit einer U-23-Auswahl

## Aktueller Kader
Die folgenden Spieler wurden für die Futsal-Weltmeisterschaft 2016 nominiert.
| Nr. | Pos. | Spieler                  | Einsätze | Tore | Verein                |
| --- | ---- | ------------------------ | -------- | ---- | --------------------- |
| 1   | TW   | Sepehr Mohammadi         |          |      | Giti Pasand Isfahan   |
| 2   | TW   | Alireza Samimi           |          |      | Mes Sungun            |
| 3   | ST   | Ahmad Esmaeilpour        |          |      | Giti Pasand Isfahan   |
| 4   | AB   | Mohammad Keshavarz       |          |      | Giti Pasand Isfahan   |
| 5   | AB   | Hamid Ahmadi             |          |      | Dabiri Tabriz         |
| 6   | MF   | Mohammad Reza Sangsefidi |          |      | Tasisat Daryaei       |
| 7   | MF   | Ali Asghar Hassanzadeh   |          |      | Giti Pasand Isfahan   |
| 8   | MF   | Ghodrat Bahadori         |          |      | Farsh Ara Mashhad     |
| 9   | AB   | Afshin Kazemi            |          |      | Giti Pasand Isfahan   |
| 10  | MF   | Mohammad Taheri          |          |      | Shahrvand Sari        |
| 11  | MF   | Mehran Alighadr          |          |      | Giti Pasand Isfahan   |
| 12  | ST   | Hossein Tayyebi          |          |      | Tasisat Daryaei       |
| 13  | ST   | Farhad Tavakoli          |          |      | Sherkat Melli Haffari |
| 14  | ST   | Mahdi Javid              |          |      | Giti Pasand Isfahan   |

## Auszeichnung
- 2010: Futsalmannschaft des Jahres der AFC